# Toyota Opa
Toyota Opa – samochód osobowy typu MPV produkowany przez japońską firmę Toyota w latach 2000-2005 z przeznaczeniem na rynek rodzimy. Dostępny wyłącznie jako 5-drzwiowy minivan. Do napędu używano benzynowych silników R4 o pojemności 1,8 lub 2,0 litra. Moc przenoszona była na oś przednią (opcjonalnie AWD) poprzez 4--biegową automatyczną lub bezstopniową skrzynię biegów.

## Dane techniczne ('00 R4 1.8)

### Silnik
- R4 1,8 l (1794 cm³), 4 zawory na cylinder, DOHC
- Układ zasilania: wtrysk
- Średnica cylindra × skok tłoka: 79,00 mm × 91,50 mm
- Stopień sprężania: 10,0:0
- Moc maksymalna: 136 KM (100 kW) przy 6000 obr./min
- Maksymalny moment obrotowy: 171 N•m przy 4200 obr./min

## Dane techniczne ('00 R4 2.0)

### Silnik
- R4 2,0 l (1998 cm³), 4 zawory na cylinder, DOHC
- Układ zasilania: wtrysk
- Średnica cylindra × skok tłoka: 86,00 mm × 86,00 mm
- Stopień sprężania: 9,8:0
- Moc maksymalna: 152 KM (112 kW) przy 6000 obr./min
- Maksymalny moment obrotowy: 200 N•m przy 4000 obr./min